# パリの日本人コミュニティ

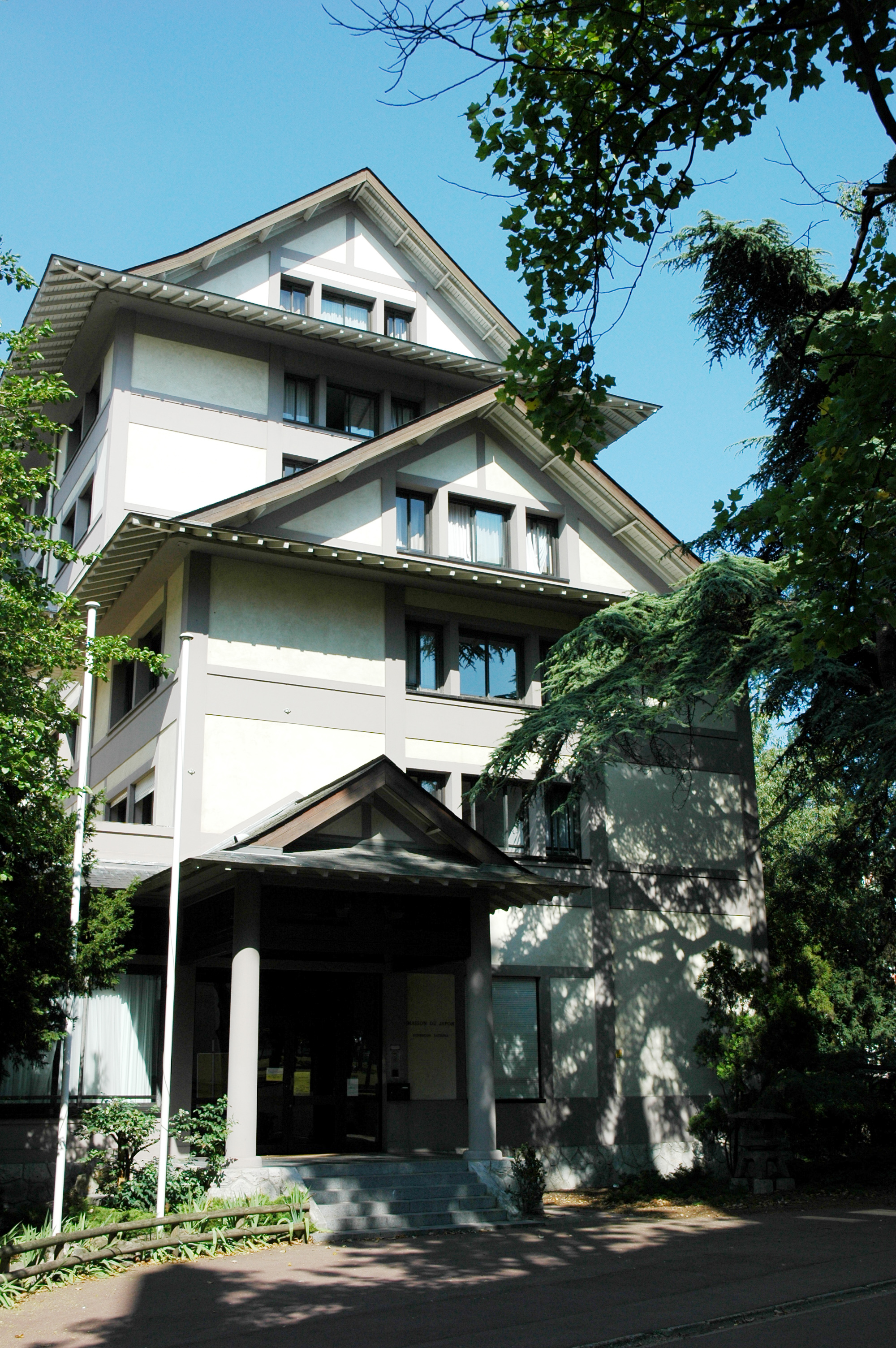
大学都市にある学生寮「パリ日本館」

パリの日本人コミュニティ(パリのにほんじんコミュニティ)では、フランスのパリにある日本人または日系人の社会集団について説明する。
パリ都市圏には日本人コミュニティが存在し、2013年時点でパリにいる日本人居住者の公式人数は38000人である。

## 歴史
1960年代初頭、日本人観光客向けの免税店がパリに開業した。 その後、長期滞在者向けのビジネスが行われるようになった。『OVNI』発行の主幹Bernard Bérnaudは「1965年または70年代に入ってもなお、フランスに移住してくる日本人の数は非常に少なかった」と述べている。1991年、『ルック・ジャパン』のジェシカ・ルツマンは、日本の経済的地位があったため、アフリカや中国からの移民によって持ち込まれた民族主義の緊張を、日本人移住者が煽ることはなかったと記した。

## 地理的分布
中国やベトナムなど他のアジア系民族が貧しい難民としてパリに到着し、パリ中華街などの集落コミュニティを形成してきた一方、1995年当時の在仏ないし来仏日本人は主に比較的短期滞在で、各々の職場付近に住んでいた。1995年に在フランス日本国大使館の一等書記官であった新井辰夫は、パリには日本人学生のための寄宿舎「パリ日本館 (Maison du Japon)」以外に日本人居住者が集中している地域はほとんどない、と述べた。（1995年当時ニューヨーク・タイムズ紙で引用された）日本人向け食料品店の経営者イザベル・モリニューが語るには、パリの日本人コミュニティは「非常に個人主義的」であり、日本人のアイデンティティを公然主張するよりもパリの文化に適応することを望んでいる、それゆえ彼らは同じ地域に住む傾向もあまりない、とのことである。
1991年から2013年にかけて見ても、日本人ないし日本のビジネスマンはパリ西部とその郊外、主にパリ15区と16区にある賃貸物件に定住する傾向があったほか、ブローニュ＝ビヤンクールとヌイイ＝シュル＝セーヌの郊外に住む傾向があった。ヌイイなどの地域は高価であるため、それはフランス社会に同化するのではなく、より広く日本人コミュニティから自分を遠ざける日本人の一例であるとルツマンは述べた。
『日本人とヨーロッパ―経済的文化的衝突』の著者マリー・コント＝ヘルムは、日仏文化学院パリ日本人学校からのバス路線が、子供を持つ日本人家族がパリ都市圏に定着する場所を本質的に決定する、と書いた。日本人はランクに応じて異なる地域に定着し、会社社長ら経営者らはヌイイ＝シュル＝セーヌ周辺に、あるいは会社の取締役役員らは16区パッシー界隈で暮らす一方で、社会経済的ランクの低い日本人は15区の旧ホテル・ニッコー周辺も含めたパリ左岸 (en) 一帯で生活した。ヌイイ＝シュル＝セーヌ周辺には「社長通り (Shachō Dōri)」という冗談名称があるほどである。 また1995年当時、オペラ地区には多くの日本企業があったが、日本人居住者がほとんどいないため、この地域がチャイナタウンのようになるとは思えないと新井は述べた。

## 商業

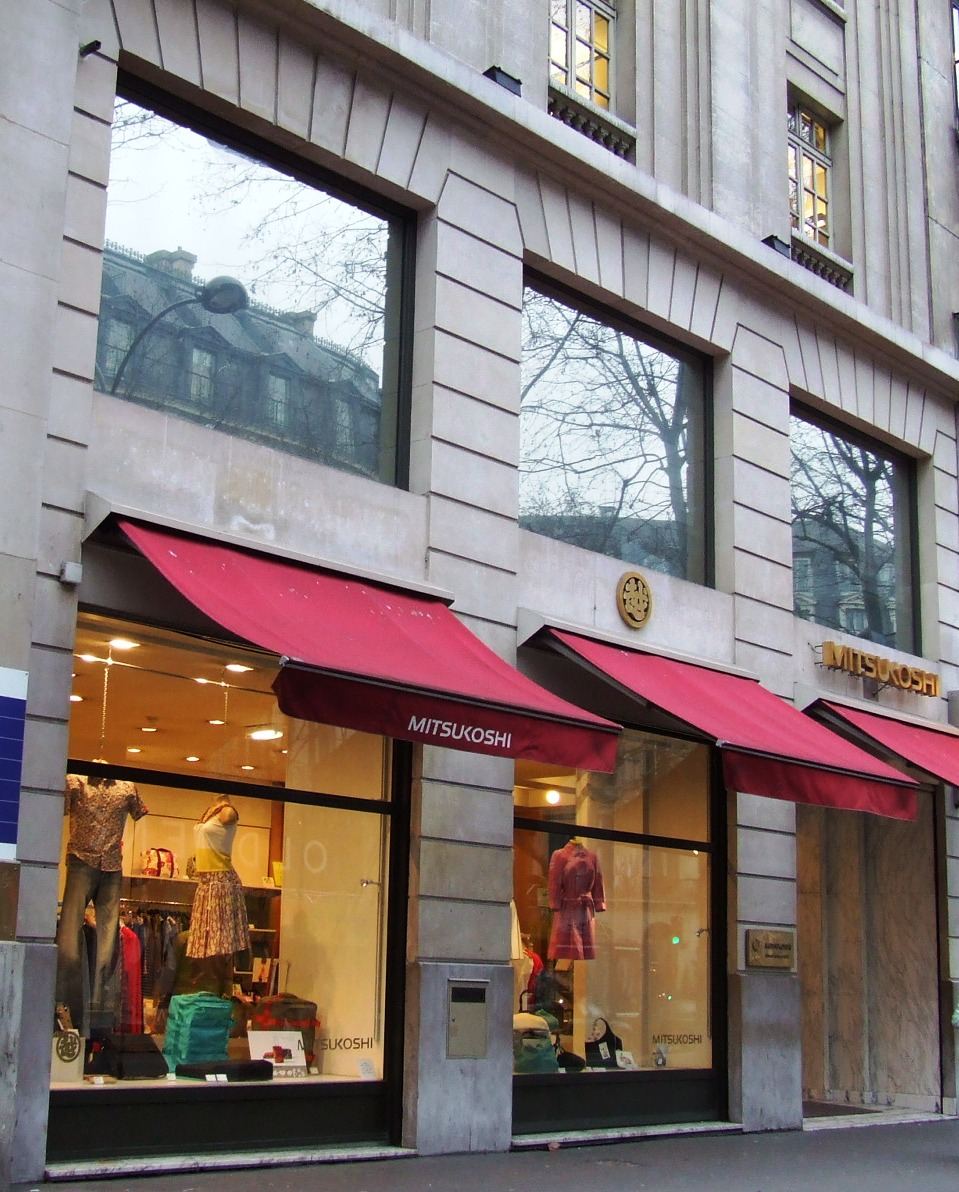
三越パリ店、2010年に閉店。

ビジネスマンとその家族は、大丸フランス（注:1998年撤退）とポルト・マイヨのパリ国際センターで日本食を購入する傾向がある。 予算がない居住者や学生はパリの中華街に行って、日本食を購入する傾向がある。大丸フランスは1973年9月に設立された。パリには70種類以上の日本食レストランがあり、価格帯や顧客層が異なる。オペラ大通りとサン＝タンヌ(Sainte Anne)地区には、カラオケバー、デパート、オフィス、銀行、ショップ、百貨店などがある。
日本のパン・ケーキ店としては東急グループのサンジェルマン、とらや、山崎製パンのチェーン店がパリで営業している。パリのサンジェルマン店舗は1979年に開業した。
パリにある日本人運営の企業には、建設会社、法律事務所、ホテル、ゴルフクラブ、旅行代理店、不動産会社、広告会社、新聞社などがある。パリにある日本人居住者向けの商業店舗には、服飾店、書店、理髪店、百貨店、眼鏡店などがある。
1995年には、オペラ地区に20以上の免税店があった。同年のサンタンヌ通りには複数の日本食レストランがあり、フランス料理を提供するものも和食を提供するものもあった。フランス料理を提供する店は、主にカンボジア人、タイ人、ベトナム人など非日本人で運営されていた。
パリ三越は1971年に開業し、1996年には売上57億円を達成した。9月11日のテロ事件後、消費者が航空機での旅行を避けるようになった。2010年までに日本人観光客相手のビジネスは下火になり、多くが三越の代わりに地元のお店を巡るようになった。2009年には同社の売上が17億円となり、日本人訪問者の不足のため2010年に閉店した。

## 教育

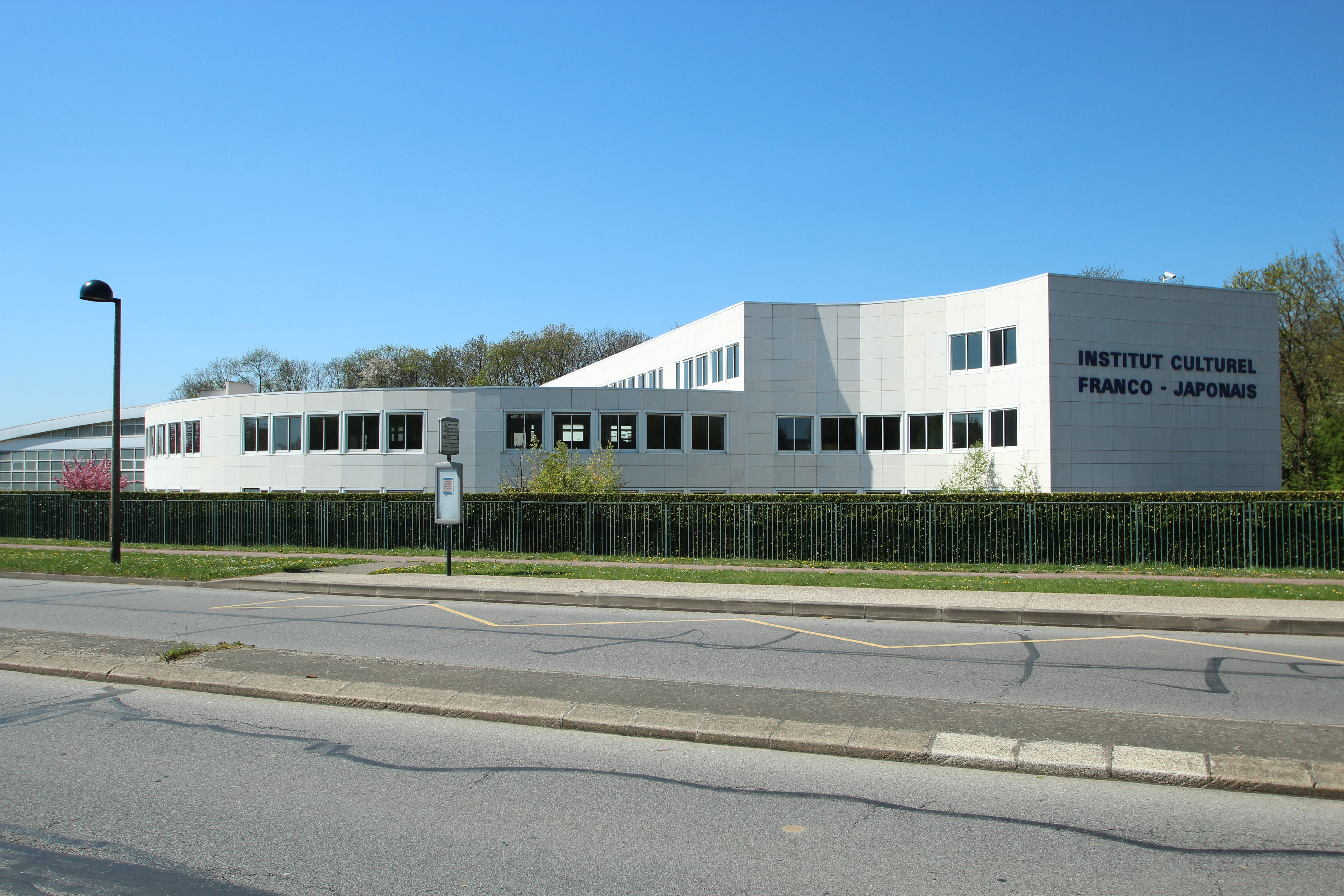
日仏文化学院パリ日本人学校

日仏文化学院パリ日本人学校は、パリのモンティニー＝ル＝ブルトンヌー郊外にある日本人学校である。1973年にトロカデロ駅周辺に創立され、1990年に現在の場所に移転した。学校の主要言語は日本語で、小学校と中学校の授業を行っているが、フランス語の授業もある。パリ地区から学校までの距離が長いため、一部の家族は子供たちをフランスの学校に送り、パリの私立運営校である土曜の日本語学校（Takehara Schoolなど）に子供たちを通わせる。
高等学校の一部学生は、パリ・インターナショナル・スクール(ISP)に通っている。1992年には、日本人はISPで最大のグループになり、その年の学生の19％を占めた。歴史的には、2005年に廃校となったアルザス成城学園や、2013年に廃校となったフランス甲南学園トゥレーヌが存在した。アルザス成城学園は、東京にある成城学園が運営、フランス甲南学園トゥレーヌは神戸にある甲南学園が運営していた。

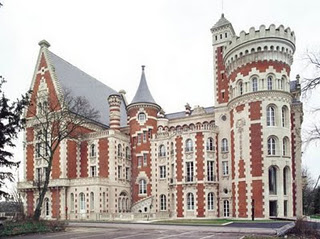
サン＝ジェルマン＝アン＝レーにあるリセ・インターナショナル・サンジェルマンアンレーには、日本人学生向けのセクションがある。

補足的な日本語教育プログラムのパリ日本語補習校は、パリの16区にある聖フランソワ・デロー幼稚園兼小学校(École Maternelle et Primaire Saint Francois d'Eylau)で行われており、同事務局は在仏日本人会(AARJF)にある。さらに、ブローニュ＝ビヤンクールにはエベイユ学園がある。また日本の文部科学省は、サン＝ジェルマン＝アン＝レーにあるリセ・インターナショナル・サンジェルマンアンレーでの日本語セクションを一時的な補習プログラムとしてリスト掲載している。
コント＝ヘルムは、「一部の日本人の子供たちはフランスの地元の学校に一部時間は出席しているが、より国際的な考えの日本の両親でさえ、滞在後半になると再転勤（海外赴任終了）に向けて子供を日本人学校に移籍させる」と書いた。
1991年にジェシカ・ルツマンは、日本人のインターナショナル・スクールという選択は、そのコミュニティに同化するというより、より広いコミュニティから自分たちを隔離する日本人の例であると書いた。

## 機関

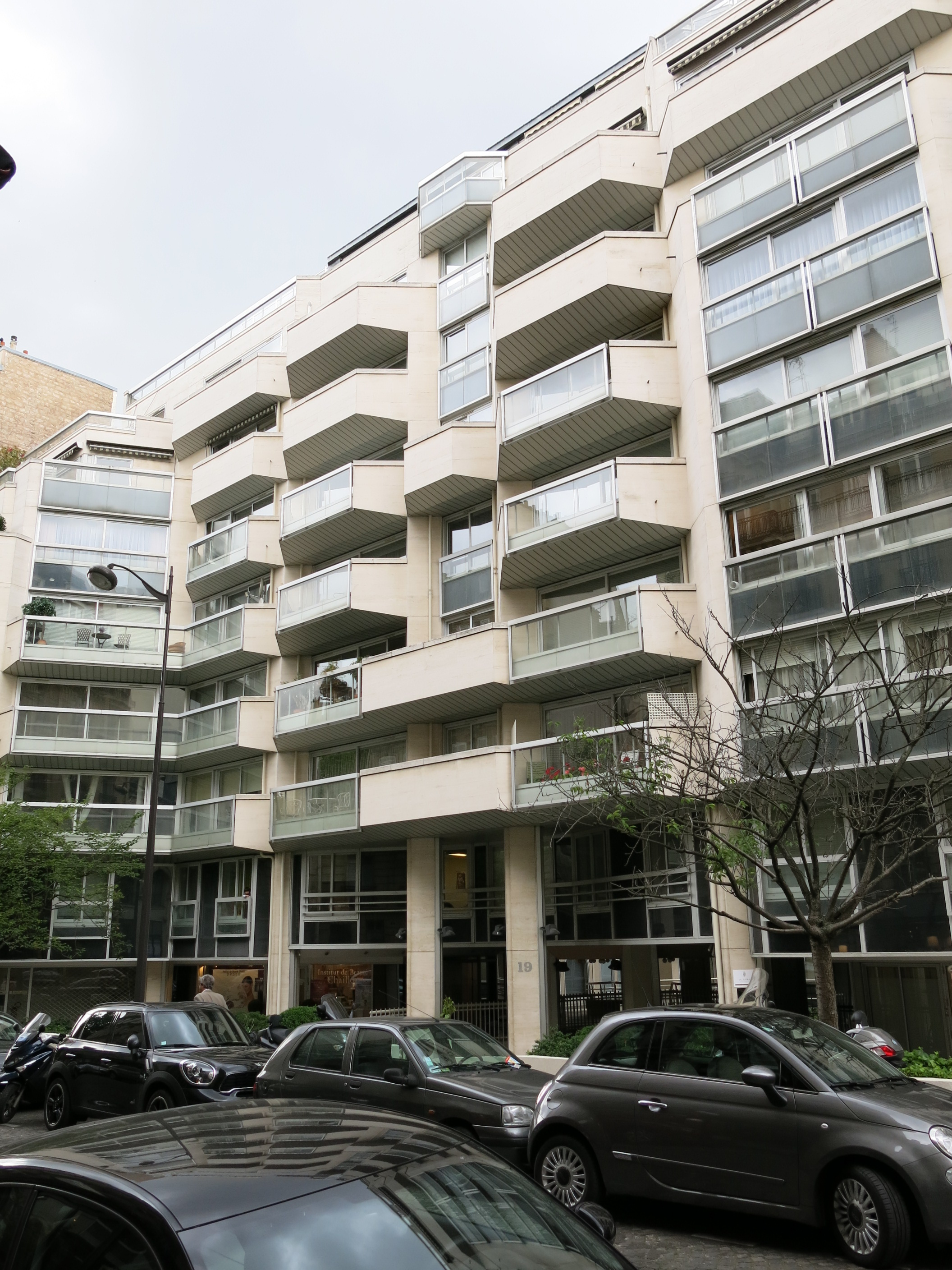
在仏日本人会の本部がある建物。

在仏日本人会(Association Amicale des Ressortissants Japonais en France、略称:AARJF)は、日本人とフランス人の個人約1万人および3700家族の会員を有する。その本部はパリ16区内のアルマ＝マルソー駅付近にある。

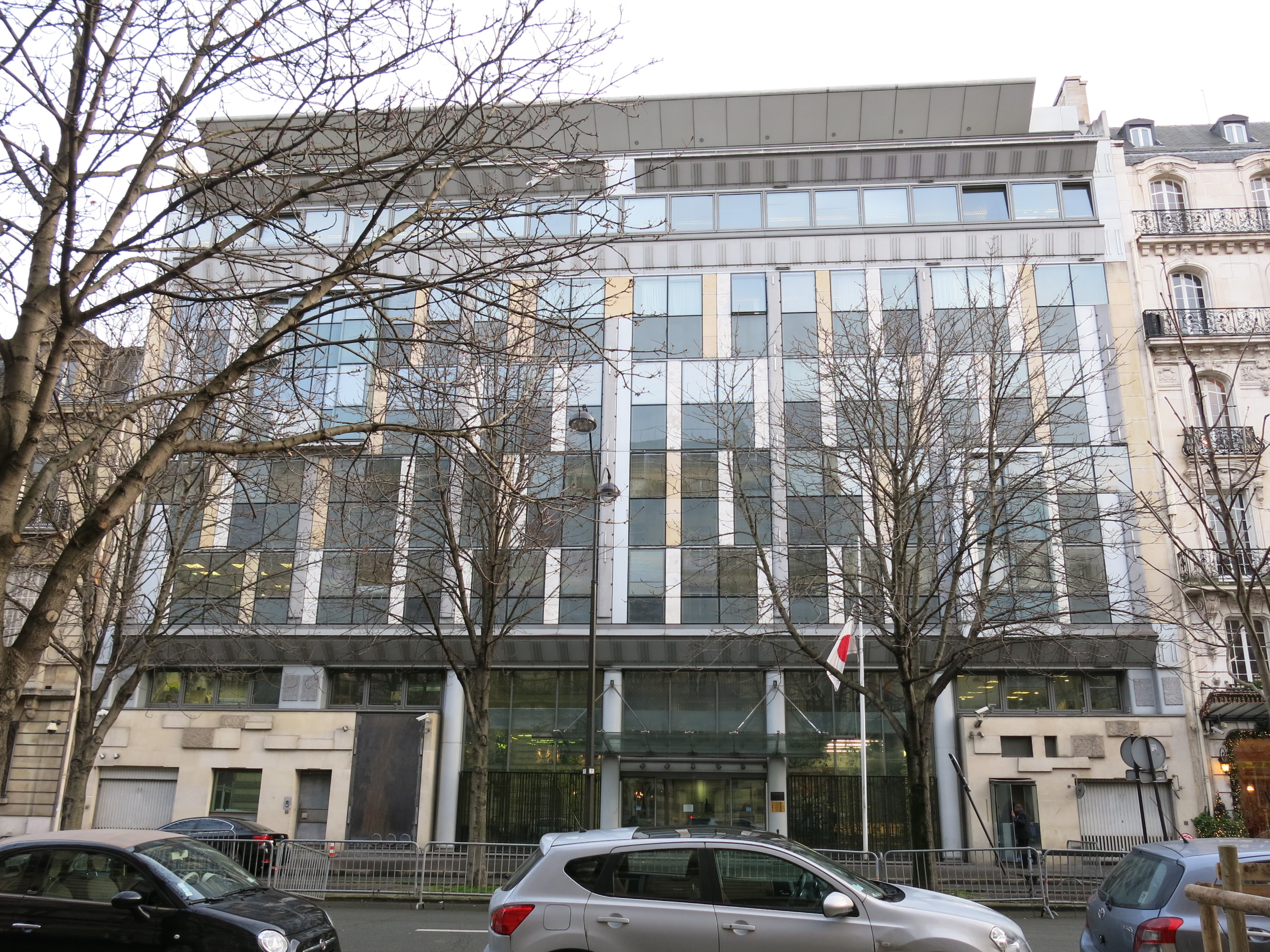
在フランス日本国大使館

AARJFは、パリ最大の日本人団体の1つである。この協会は、フランスに新たに到着した日本人が新しい家に適応できるよう手助けをしている。同協会には貸出を行う図書館が施設内にある。 コント＝ヘルムは「より排他的なものを中心とするヨーロッパの日本人コミュニティ」とは異なり、この日本人会は「より広い雰囲気」を持っている、と書いた。仕事で住む家族、観光客、学生を含む様々なグループの日本人が、協会の財産を共に活用している。
日本政府は、在フランス日本国大使館をパリで運営している。

## メディア
2013年、パリには7つの日本語のダイジェスト誌があった。『Journal Japon』は日本の文化史、日本のニュース、日本のサービスに関する情報を伝えている。在仏日本人会がこの『Journal Japon』を出版している。在仏日本人会は、文化活動を列挙する『Japanese Guide to Living to Paris （パリ暮らしへの日本人ガイド）』も出版している。

## 生活様式とレクリエーション
フランスに住む典型的な日本の会社員は、そこで約3-5年を過ごす。1991年、一般的な日本企業は雇用パッケージの一部として住居（社宅）や自動車を提供していた。短期滞在のため、彼らの雇用場所が彼らの社会的な中心地になり、1995年に新井は「コミュニティが発展する機会がほとんどない」と述べた。イザベル・モリユーは「パリでは、 日本文化が家の中にある」と述べた。
1991年に『ルック・ジャパン』のジェシカ・ルツマンは、一般に日本の労働者はフランス市民と共に仕事を行うが、パリにいる特に日本人学校に通う多くの日本の子供たちは「フランス人の同年代と決して友達になれないかもしれない」と述べた。ルツマンは、三越地域、日本食レストラン、ネイルサロンなど日本人向けの多くのビジネスが日本語で行われていることから、主婦は「おそらく日本人コミュニティの中で生活している可能性が最も高く、初級フランス語を超えて進歩することは絶対にない」と付け加えた。フランス語を学びにフランスに来る日本人なら、企業から送られた日本人よりもフランス人と接する可能性が高い、とルツマンは述べている。
アリアンスフランセーズは、日本語話者に合わせたフランス語の授業を提供している。日本人コミュニティのレクリエーション活動としては、毎年のアートクラブ展示会、バザー、体育大会、書道大会、囲碁、俳句、日本語授業、フランス語授業などがある。